# Diego Lazzarich
Diego Lazzarich (Mirano, 25 ottobre 1961) è un ex ginnasta e allenatore di ginnastica italiano.

## Biografia
Ai Giochi del Mediterraneo di Spalato 1979 ha vinto l'oro nel cavallo con maniglie e il bronzo nella sbarra. 
Ai Giochi del Mediterraneo di Casablanca 1983 ha vinto l'oro nel concorso individuale e nel corpo libero e l'argento nel cavallo con maniglie, nella sbarra e nel concorso a squadre; 
Ha rappresentato l'Italia ai Giochi olimpici estivi di Los Angeles 1984, concludendo al 32º posto in classifica nel concorso individuale generale. 
Dopo il ritiro dall'attività agonistica in conseguenza di un infortunio, è diventato allenatore della nazionale ed in seguito giudice e arbitro internazionale, partecipando anche ai Giochi olimpici di Rio de Janeiro 2016.

## Palmarès
- Giochi del Mediterraneo

Spalato 1979: oro nel cavallo con maniglie; bronzo nella sbarra.
Casablanca 1983: oro nel concorso individuale, oro nel corpo libero; argento nel cavallo con maniglie; argento nella sbarra; argento nel concorso a squadre;

### Titoli nazionali
- Campionati italiani assoluti di ginnastica artistica: 21 titoli: concorso generale individuale (1982-83), corpo libero (1978-82, 1984-85), cavallo con maniglie (1978-80, 1982-84, 1986), sbarra (1981), e parallele (1978-79, 1982-83).